# Eddie Baily
Edward Francis Baily (Clapton, 1925. augusztus 6. – Welwyn Garden City, 2010. október 13.), angol válogatott labdarúgó.
Az angol válogatott tagjaként részt vett az 1950-es világbajnokságon.

## Sikerei, díjai
Tottenham Hotspur
- Angol bajnok (1): 1950–51